# Estación de Bouwel
La estación de Bouwel es una estación de tren belga situada en Grobbendonk, en la provincia de Amberes, región Flamenca.
Pertenece a la línea  de S-Trein Antwerpen.

## Situación ferroviaria
La estación se encuentra en la línea línea 15 (Amberes-Hasselt).

## Intermodalidad
| Bouwel Station                                                                                                   |                               |
| Autobuses de Amberes                                                                                             |                               |
| --- | ----------------------------- |
| \| Línea \| Recorrido \| \| ----- \| ----------------------------- \| \| 513 \| Heist-op-den-Berg ↔ Vorselaar \| |                               |
| Línea | Recorrido                     |
| 513 | Heist-op-den-Berg ↔ Vorselaar |